# 常陸大宮市消防本部
常陸大宮市消防本部（ひたちおおみやししょうぼうほんぶ）は、茨城県常陸大宮市の消防部局（消防本部）。管轄区域は常陸大宮市全域。

## 概要
- 消防本部： 常陸大宮市姥賀町621
- 管内面積：348.45km2
- 職員数：80人
- 消防署2カ所

### 主力機械
2016年4月1日現在
- 消防ポンプ自動車：3
- 水槽付消防ポンプ自動車：3
- 救助工作車：1
- 救急自動車：3
- 指揮車：1
- 広報車：3
- 資機材搬送車：1
- 広報指導車：1
- 団本部車：1
- 指揮車：1
- 連絡車：2
- 運搬車：1

## 沿革
- 1971年10月1日 那珂郡大宮町(現・常陸大宮市)及び山方町の2町による大宮・山方地区救急事務組合が業務を開始する。
- 1973年
  - 4月1日 大宮・山方地区救急事務組合共同処理する事務及び規約を変更し、大宮・山方地区消防事務組合が発足する。
  - 6月1日 旧大宮中学校の仮庁舎で消防本部・署の業務を開始する。
- 1974年4月17日 消防庁舎の落成式が行われる。
- 1975年
  - 4月1日 那珂郡大宮町・山方町・美和村及び緒川村の2町2村による広域消防が発足し、第1分署仮庁舎を美和村下檜沢役場跡に開設する。
  - 7月1日 第1分署が救急業務を開始する。
- 1976年
  - 4月1日 大宮地方広域組合消防本部・消防署に名称を変更する。第1分署が消防業務を開始する。
  - 12月13日 第1分署新庁舎が緒川村小舟に完成し、落成式を行う。
- 1982年10月1日 東茨城郡御前山村の救急業務を受託し、業務を開始する。
- 1992年6月30日 御前山村が広域消防に加入する。
- 1994年4月1日 御前山村の広域消防業務を開始する。機構改革に伴い大宮広域消防署を東消防署、第1分署を西消防署とする。
- 2004年10月16日 大宮町が山方町、美和村、緒川村及び御前山村と合併し常陸大宮市が誕生したことに伴い、常陸大宮市消防本部が発足する。
- 2011年
  - 3月11日 東日本大震災により消防本部庁舎の望楼が倒壊し、庁舎が使用不能になる。
  - 3月29日 消防本部・東消防署が仮設庁舎（プレハブ）に移転する。
- 2013年3月27日 新たな消防本部・東消防署が竣工する。

## 組織
- 本部 - 総務課、予防課、警防課
- 消防署

## 消防署
| 消防署   | 住所       |
| -------- | ---------- |
| 東消防署 | 姥賀町621  |
| 西消防署 | 小舟3410-1 |